# 고지마신덴역
고지마신덴역(일본어: 小島新田駅)은 일본 가나가와현 가와사키시 가와사키구에 있는 게이힌 급행 전철의 역이다. 역 번호는 KK26이다.

## 역사
- 1944년 10월 1일: 도쿄 급행 전철에 의한 산교도로 ~ 이리에사키 간 개통으로 영업 개시.
- 1948년 6월 1일: 게이힌 급행 전철의 역이 됨.
- 1964년 3월 25일: 당역 ~ 시오하마 역간 휴지(1970년 11월 20일에 폐지)에 의하여 다이시 선의 종점역이 되고 동시에 약 300m 거리에 게이힌 카와사키(현, 게이큐 가와사키) 방향으로 이전됨. 신역사 바로 앞에서 단선화되어 상행선 부지에 설치된 단선 승강장 1면 1선의 구조가 됨. 이설 전에는 상대식 승강장 2면 2선으로 하행선은 일본 야킨 공업의 공장 측선이 접속하였다.
- 1997년 3월 31일: 역전에서 갈라지는 도카이도 화물선 가와사키 화물 역으로 향하던 아지노모도 공장 측선 폐지.
- 2010년 3월 14일: 승강장 1면 2선화.

## 역 구조
섬식 승강장 1면 2선의 지상역이다. 1964년에 이설된 이후, 본 역 구내뿐만 단선까지였으나 2010년 3월에 승강장을 서쪽으로 40m이전하고 1면 2선화되었다. 용지의 일부에 아지노모도 공장 측선 철거지를 사용하고 있다.

### 승강장
| 번호 | 노선      | 방향                                             |
| ---- | --------- | ------------------------------------------------ |
| 1・2 | 다이시 선 | 게이큐 가와사키・요코하마・시나가와・신바시 방면 |

## 역 주변
인접하는 가와사키 화물역 구내를 오버 교차하는 과선교는 로케이션 촬영지로 유명하다.
- 에가와 유치원
- 가와사키 시립 이도노초 초등학교
- AOI 국제병원
- 국도 제409호선
- 가와사키 화물역 - 도카이도 화물 지선, 가나가와 임해철도 미즈에 선, 지도리 선, 우키시마 선
- 일본 야킨 공업 가와사키 제조소
- 일본 제온 가와사키 공장, 종합 개발 센터

## 인접역
| 게이힌 급행 전철 다이시 선           | 게이힌 급행 전철 다이시 선 | 게이힌 급행 전철 다이시 선 |
| ------------------------------------ | -------------------------- | -------------------------- |
| KK25 다이시바시 게이큐 가와사키 방면 |                            | 시·종착역                  |